# Liberato Salzano

Mapa de Rio Grande do Sul.

Liberato Salzano es un municipio brasileño del estado de Rio Grande do Sul.
Se encuentra ubicado a una latitud de 27º36'00" Sur y una longitud de 53º04'22" Oeste, estando a una altitud de 360 metros sobre el nivel del mar. Su población estimada para el año 2004 era de 5.503 habitantes.
Ocupa una superficie de 249,96 km².
- Datos: Q1784434
- Multimedia: Liberato Salzano / Q1784434